# St-Trophime (Arles)

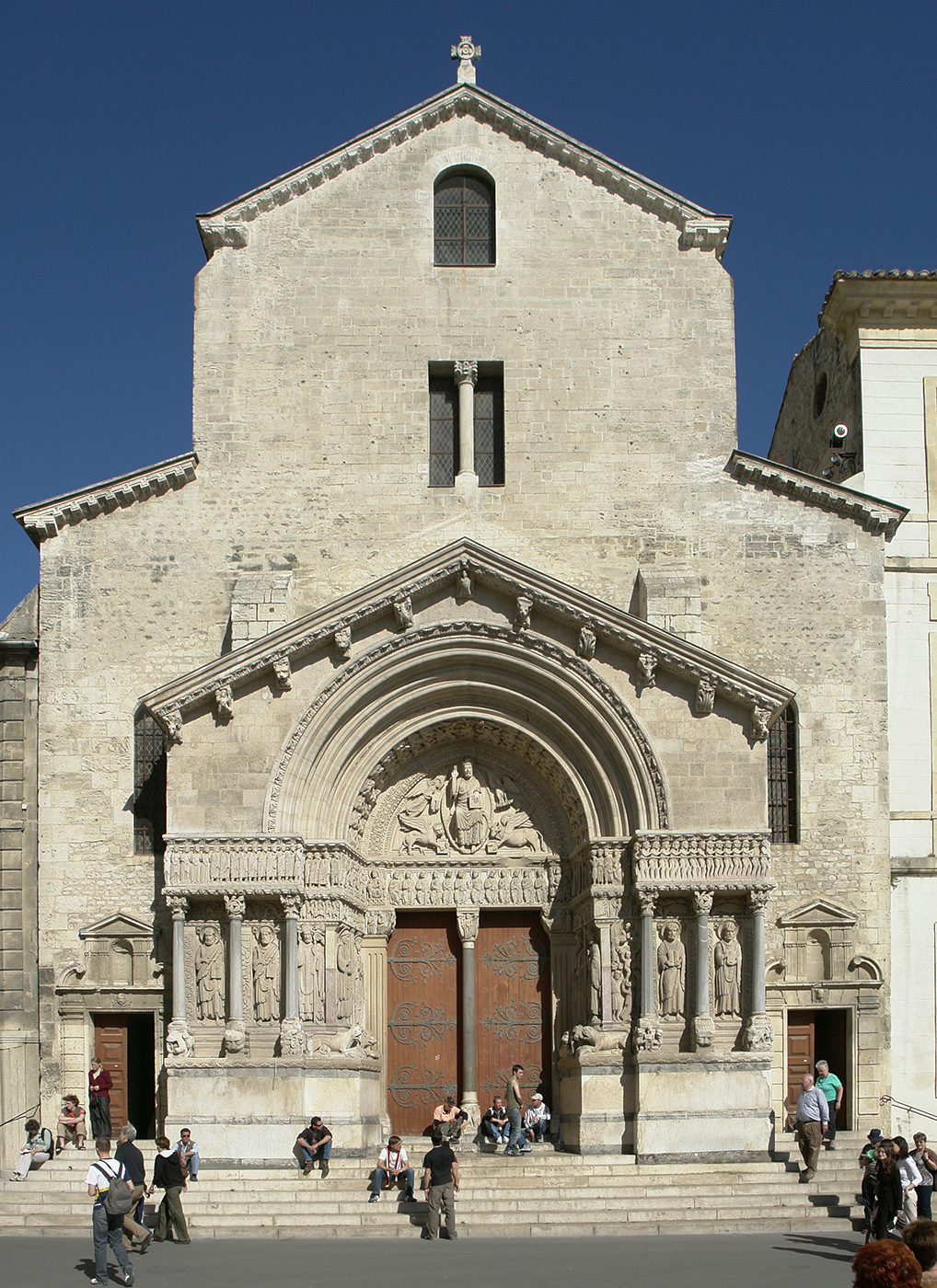
Arles, St. Trophime, Fassade

Die ehemalige Kathedrale Saint-Trophime ist eine römisch-katholische Kirche in Arles in Südfrankreich. Sie war zunächst Abteikirche des Benediktinerordens, später dann Bischofskirche von Arles. Sie stellt heute das bedeutendste Gebäude der Stadt Arles und ein bedeutendes Beispiel romanischer Architektur dar. Der romanische Teil der Kirche wurde zwischen 1100 und 1150 erbaut. Zwischen 1454 und 1464 wurden der gotische Chor angebaut und einige weitere Veränderungen vorgenommen. Auf der Südseite befand sich bis 1792 das Kloster Saint-Trophime, angeordnet um den Kreuzgang der Kirche.

## Geschichte

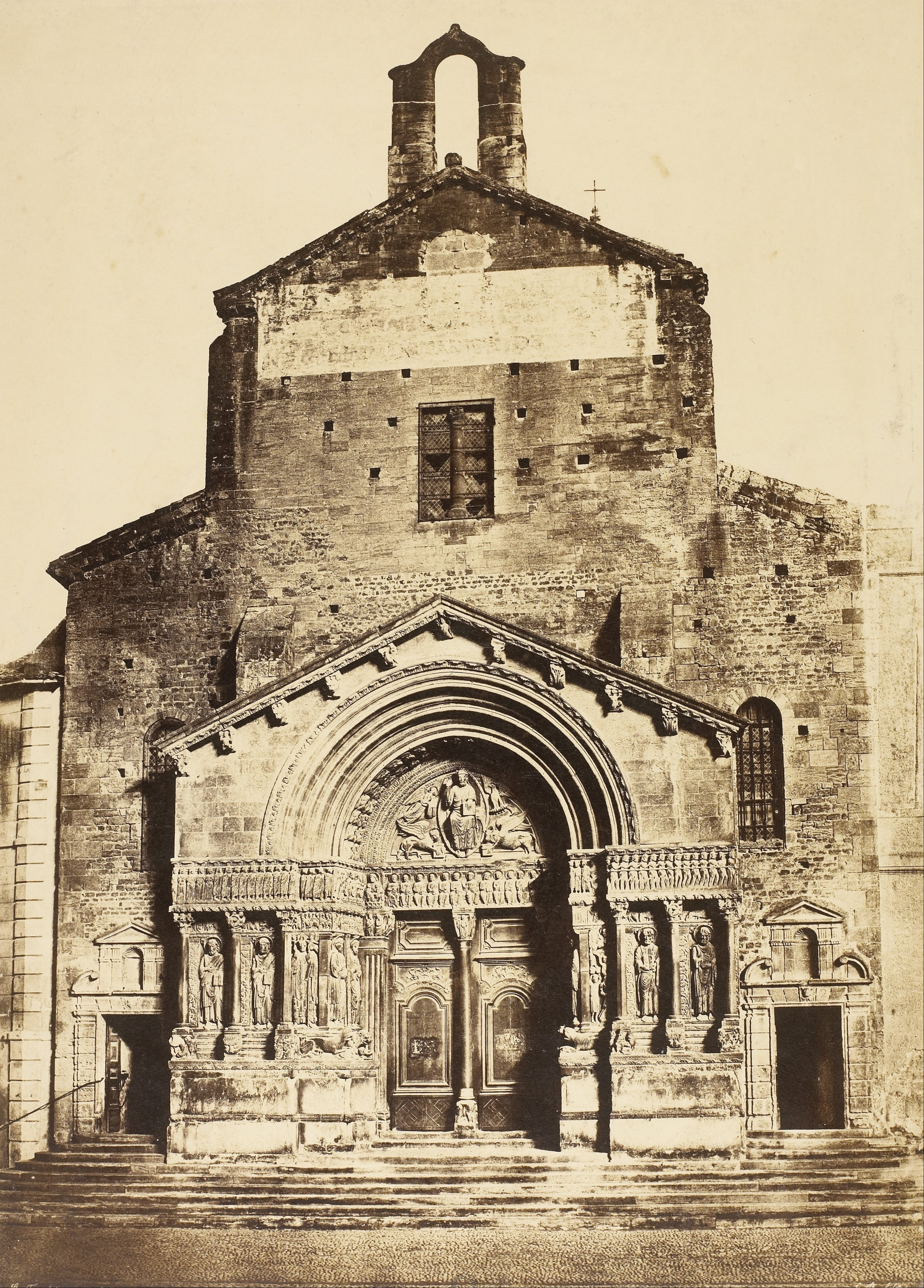
Fassade 1851

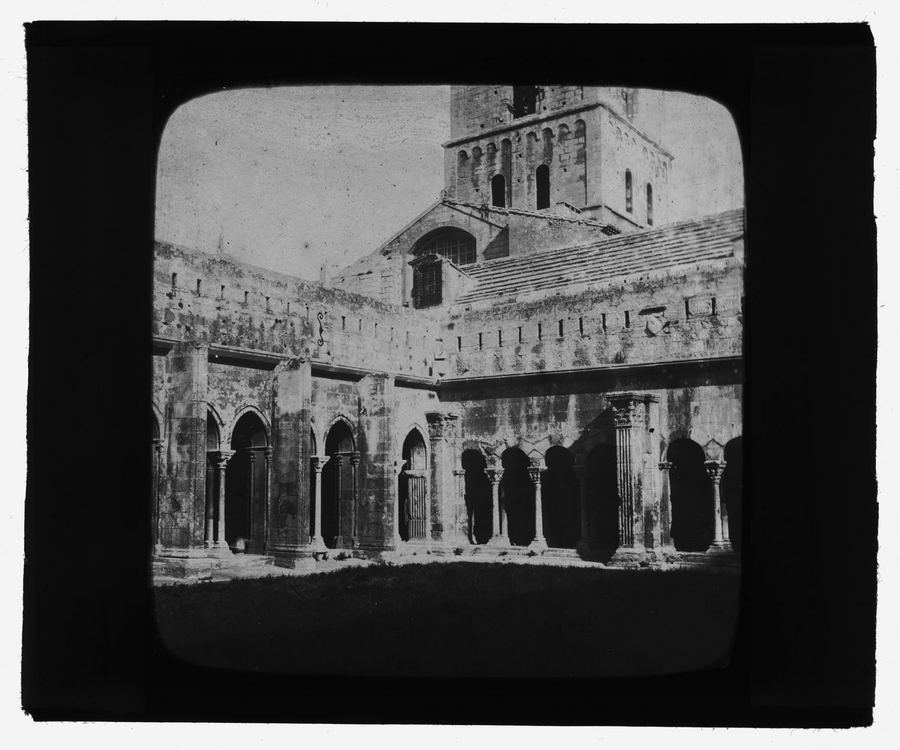
Kreuzgang, Ende des 19. Jahrhunderts

Der heilige Trophimus wurde um das Jahr 250 zum ersten Bischof von Arles geweiht. Das erste Bischofskonzil Galliens fand 314 in Arles statt. Papst Zosimus ernannte die Kirche von Arles im Jahr 417 zur Primatiale der gallischen Kirche. Zwischen 430 und 449 wurde an dieser Stelle zu Ehren des hl. Stephanus (Saint-Étienne) unter dem Episkopat des hl. Hilarius eine Basilika erbaut. Der hl. Augustinus von Canterbury kehrte im Jahr 597 aus England nach Arles zurück, nachdem er den König, die Königin und führende Mitglieder des englischen Adels zum Christentum bekehrt hatte, was die Kirche in Arles bis heute mit der anglikanischen Kirche und dem Erzbischof von Canterbury verbindet. Im 8. Jahrhundert wurde die Stadt Arles durch Überfälle der Sarazenen, Dänen und Normannen verwüstet, wobei auch die Kirche zerstört wurde. Im 9. Jahrhundert baute man eine neue Basilika und bereits 813 fand das erste Landeskonzil in der neuerbauten Basilika des hl. Stephanus statt. Im Jahr 972 überführte man erstmals die Gebeine des hl. Trophimus in die Kirche. Diese wurden allerdings 1078 zurück nach Alyscamps überführt, dem antiken Friedhof der Stadt.
Ende des 11. Jahrhunderts war Arles mit 15.000 bis 20.000 Einwohnern die zweitgrößte Stadt in der Provence. Es war als Königreich Arelat unabhängig und zog viele religiöse Orden an, die eine Reihe von Kirchen errichteten. Zu dieser Zeit (zwischen 1100 und 1150) entstand auch die Kathedrale an der Stelle des karolingischen Vorgängerbaus aus dem 9. Jahrhundert. Bestandteile des Vorgängerbaus wurden dabei für diesen Bau wieder verwendet – so sind z. B. die unteren Seitenwände des Schiffes Teile der Vorgängerkirche. Als der Neubau der Bischofskirche beschlossen wurde, sah man im hl. Trophimus den geeigneten Kandidaten für das Kirchenpatronat. Die Gebeine des hl. Trophimus wurden auf Initiative von Raimon de Montredon am 29. September 1152 in die Kirche überführt, welche seit diesem Zeitpunkt offiziell seinen Namen trägt. Zwischen 1160 und 1180 erbaute man den Kreuzgang im Kloster.
Durch den Erzbischof von Arles, Raimon de Bollène, wurde der Kaiser des Heiligen Römischen Reiches, Friedrich I. (Friedrich Barbarossa), am 30. Juli 1178 in der Kathedrale zum König von Burgund gekrönt.
Im Jahr 1450 starb Louis Kardinal Aleman im Amt des Erzbischofs von Arles und wurde in der Kathedrale beigesetzt. An dessen Grab sollen in der Folge einige Wunder geschehen sein. Da daraus ein vermehrter Zustrom von Pilgern entstand, entschloss man sich zum Ausbau der Kirche. Von 1454 bis 1464 (andere Quellen geben 1445 bis 1465 an) wurde die Kirche vergrößert, indem man einen Teil des romanischen Chores durch einen größeren gotischen Chor ersetzte. Auch die Königskapelle wurde zu dieser Zeit erbaut. Die Königskapelle erhielt ihren Namen durch das vom flämischen Maler Louis Finson zwischen 1610 und 1614 angefertigte Gemälde „Anbetung der Heiligen Drei Könige“.
Im Jahr 1695 wurde der Innenraum im Stil der Renaissance neu ausgestattet. Während der Französischen Revolution wurde die Kathedrale als Bischofssitz geschlossen. Der amtierende Bischof Jean Marie du Lau wurde hingerichtet und das Bistum nach Aix-en-Provence verlegt. Die Kathedrale wurde zu einer Stadtpfarrkirche herabgestuft.
Im Jahr 1870 ließ Prosper Mérimée als Chefarchitekt für historische Bauten alles entfernen, was das Wesen der ursprünglich romanischen Kirche verfremdete. Dadurch erhielt der Kircheninnenraum sein heutiges Aussehen. 1882 erhob Papst Leo XIII. die Kirche auf die Stufe einer Basilica minor. 1981 wurde die Kathedrale zusammen mit anderen romanischen Denkmälern in Arles durch die UNESCO zum Weltkulturerbe erklärt.
Seit 2017 wird die Pfarrgemeinde von Arles, zu der die Kathedrale gehört, durch die Gemeinschaft Sankt Martin seelsorgerisch betreut.

## Gebäude

Plan von Saint-Trophime

Das Bauwerk besitzt ein romanisches Portal, das neben der etwas früher entstandenen prächtigen Fassade der Abtei Saint-Gilles eine der schönsten Skulpturen in der Provence darstellt. Es entstand zwischen 1180 und 1190 und wurde an der sonst fast schmucklosen Westfassade vorgeblendet. Auf der Südseite des Chores befindet sich der über 23 Stufen erreichbare Kreuzgang der Kirche. Für Besucher erfolgt der Zugang zum Kreuzgang durch den Innenhof des Bischofspalastes und über den ehemaligen Klostereingang. Die Klostergebäude sind um diesen Kreuzgang angeordnet. Der ehemalige Bischofssitz befindet sich südlich des Langhauses und östlich des Klosters.

### Kirchengebäude
Die romanische Kirche war als dreischiffige Basilika aufgebaut und besaß im Querhaus zwei Seitenkapellen in runder Form. Das Langhaus besitzt fünf Joche auf zwölf Pfeilern. Es ist 40 Meter lang, 15 Meter breit und 20 Meter hoch. Der Kirchturm, der im 13. Jahrhundert entstand und im 17. Jahrhundert erweitert wurde, befindet sich über der Vierung. Er ist 42 Meter hoch. Beim Bau des gotischen Chores riss man die Apsis und die Seitenkapellen ab und ließ nur das Querhaus stehen. Der Chor besitzt einen dreischiffigen Binnenchor mit Apsis in Form eines Dreiachtelabschlusses. Um diese führt der Chorumgang, an dessen Außenseiten verschieden große Kapellen angebaut sind.
Der nebenstehende Plan zeigt unter anderem die Entstehungszeit der verschiedenen Gebäudeteile. So entstanden zum Beispiel die gelb dargestellten Gebäudeteile im 12. Jahrhundert, die rosa eingefärbten Gebäudeteile entstanden dagegen erst im 15. Jahrhundert.

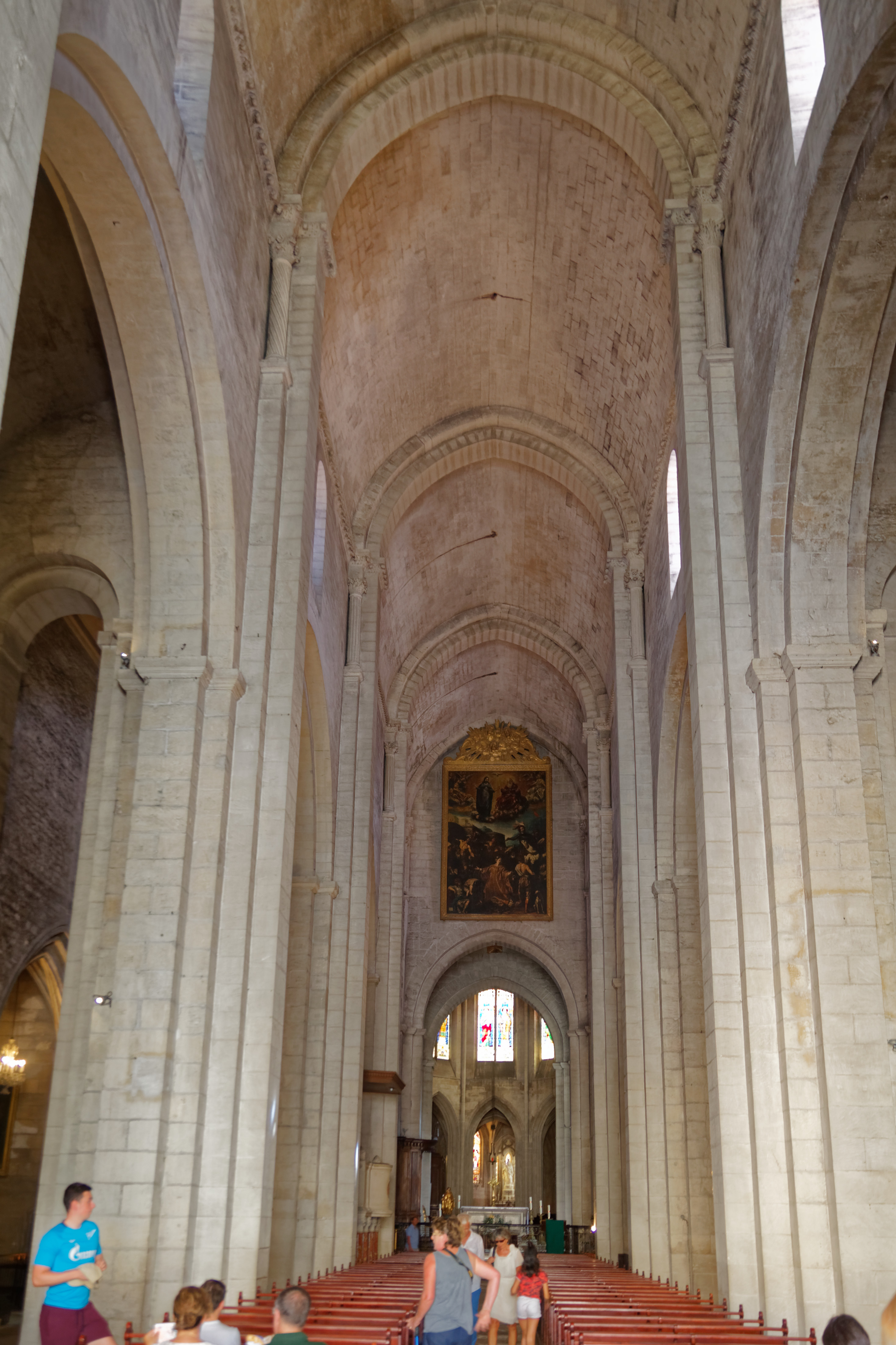
Mittelschiff nach vorne
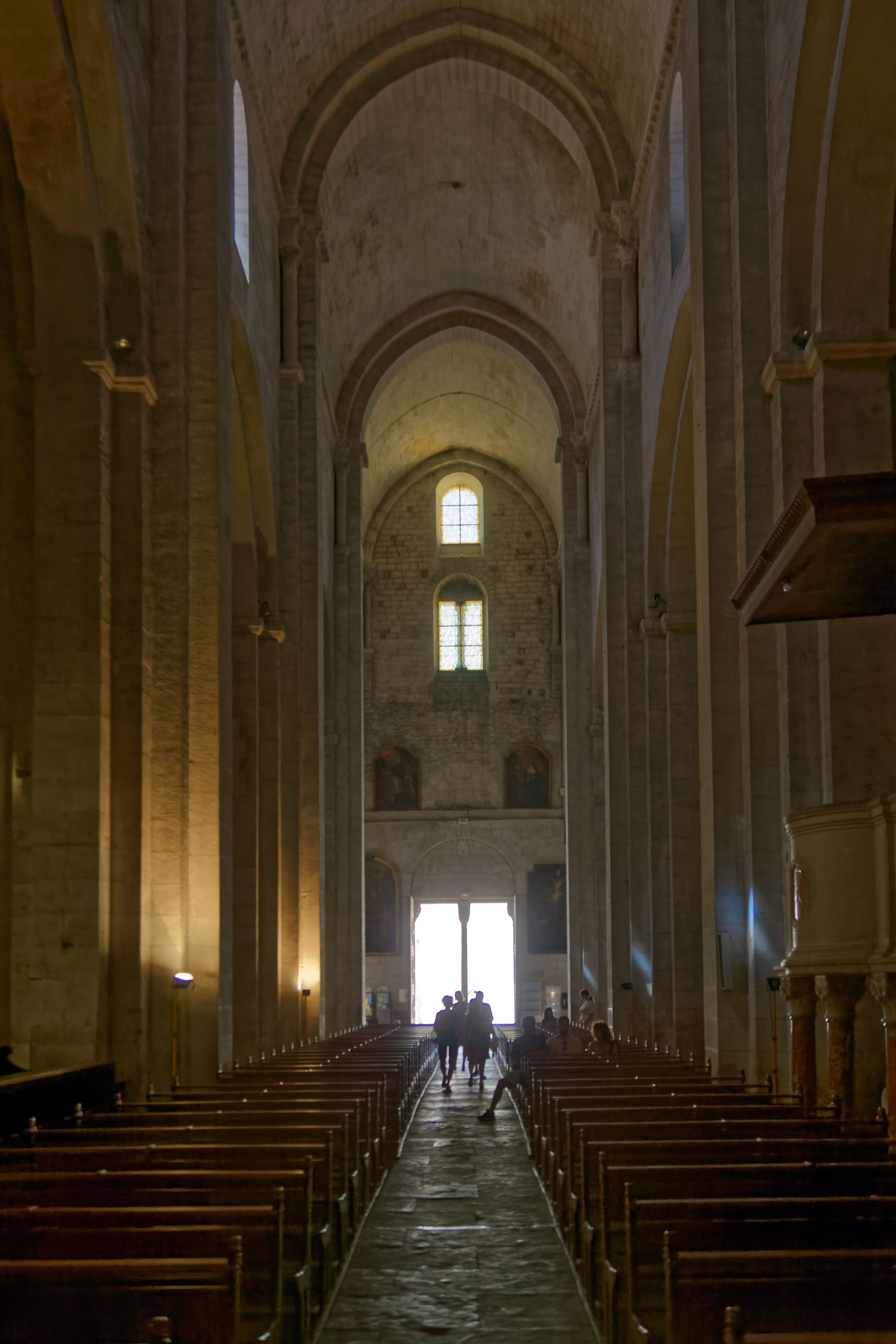
Mittelschiff nach hinten
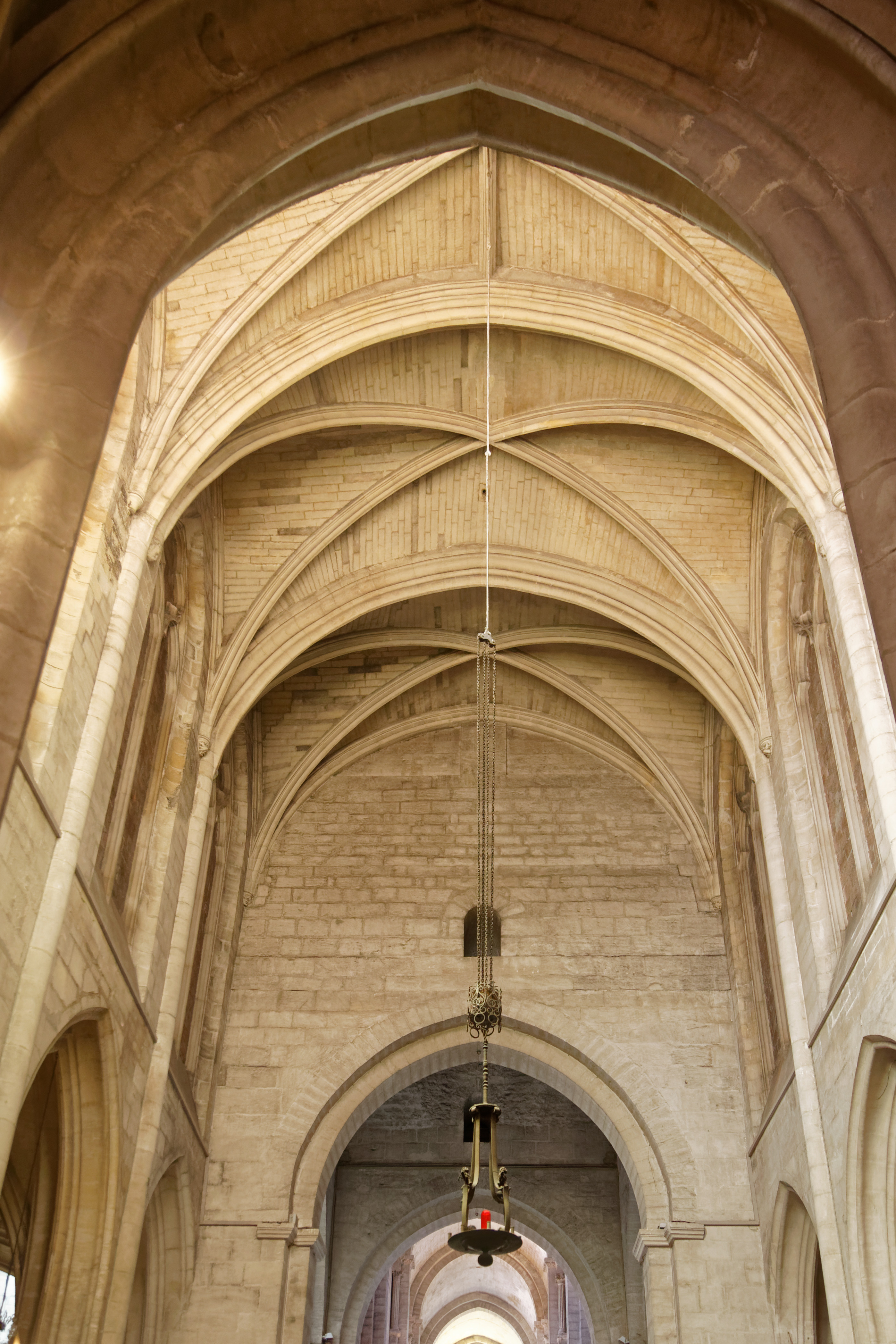
Gewölbe
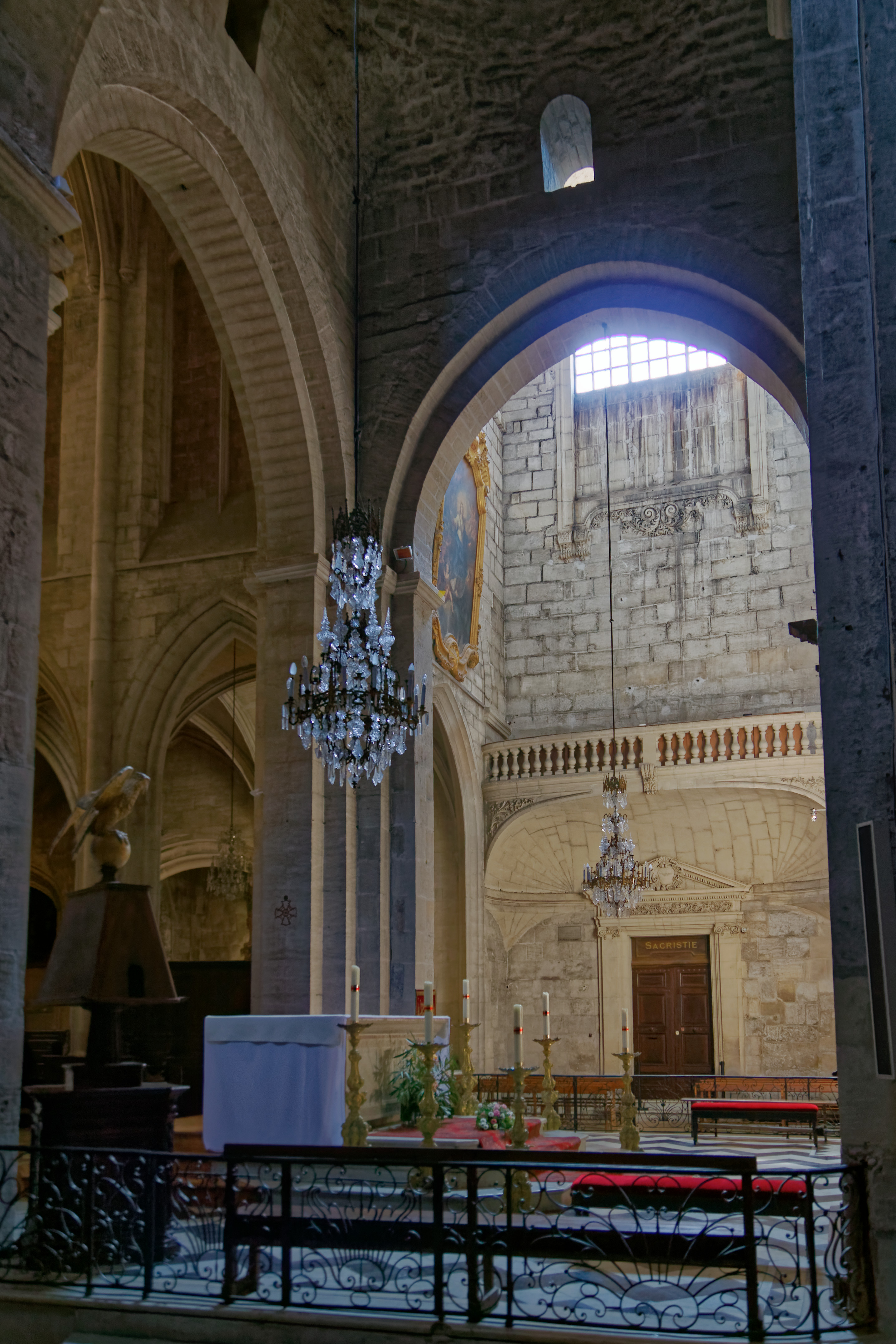
Presbyterium
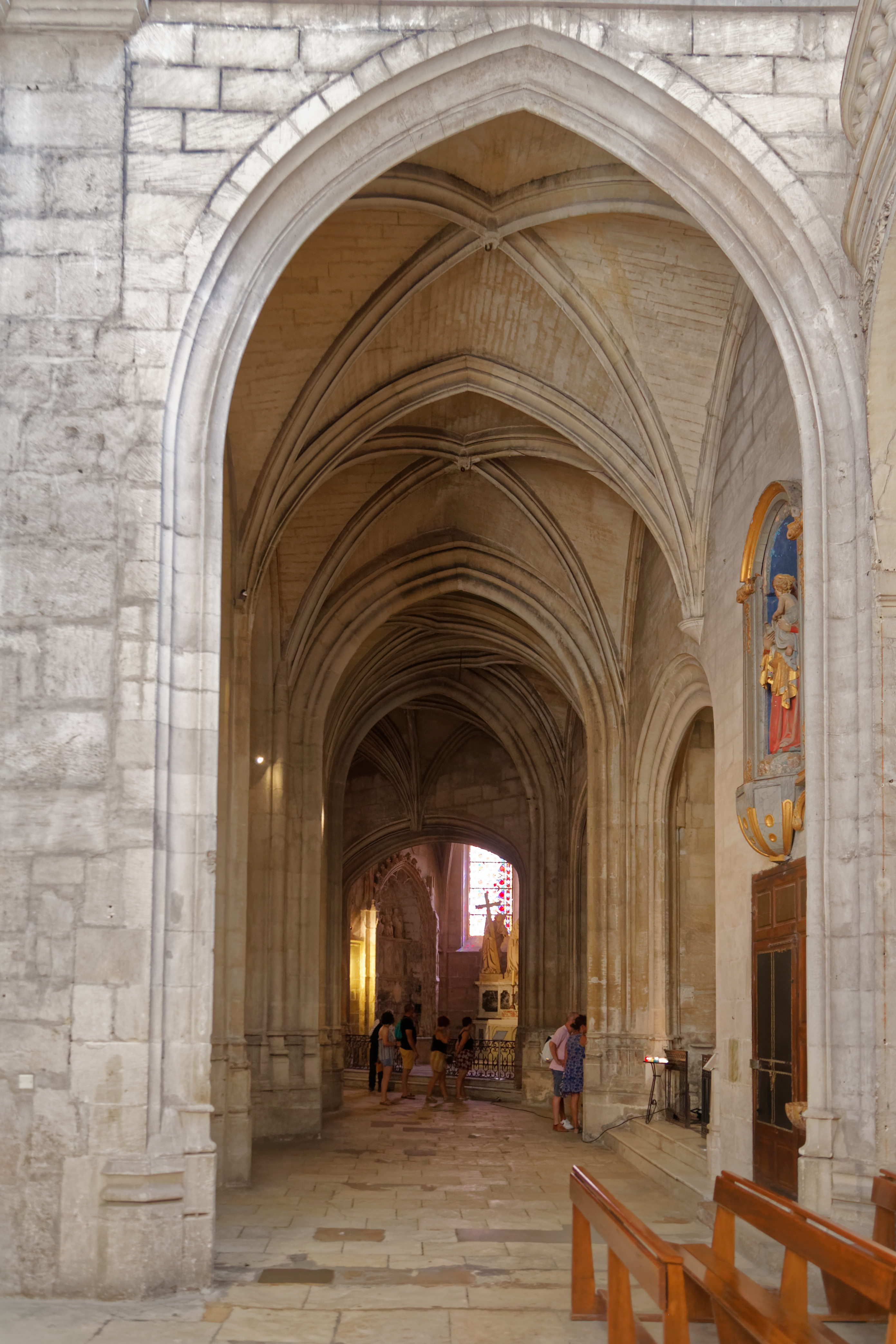
Chorumgang
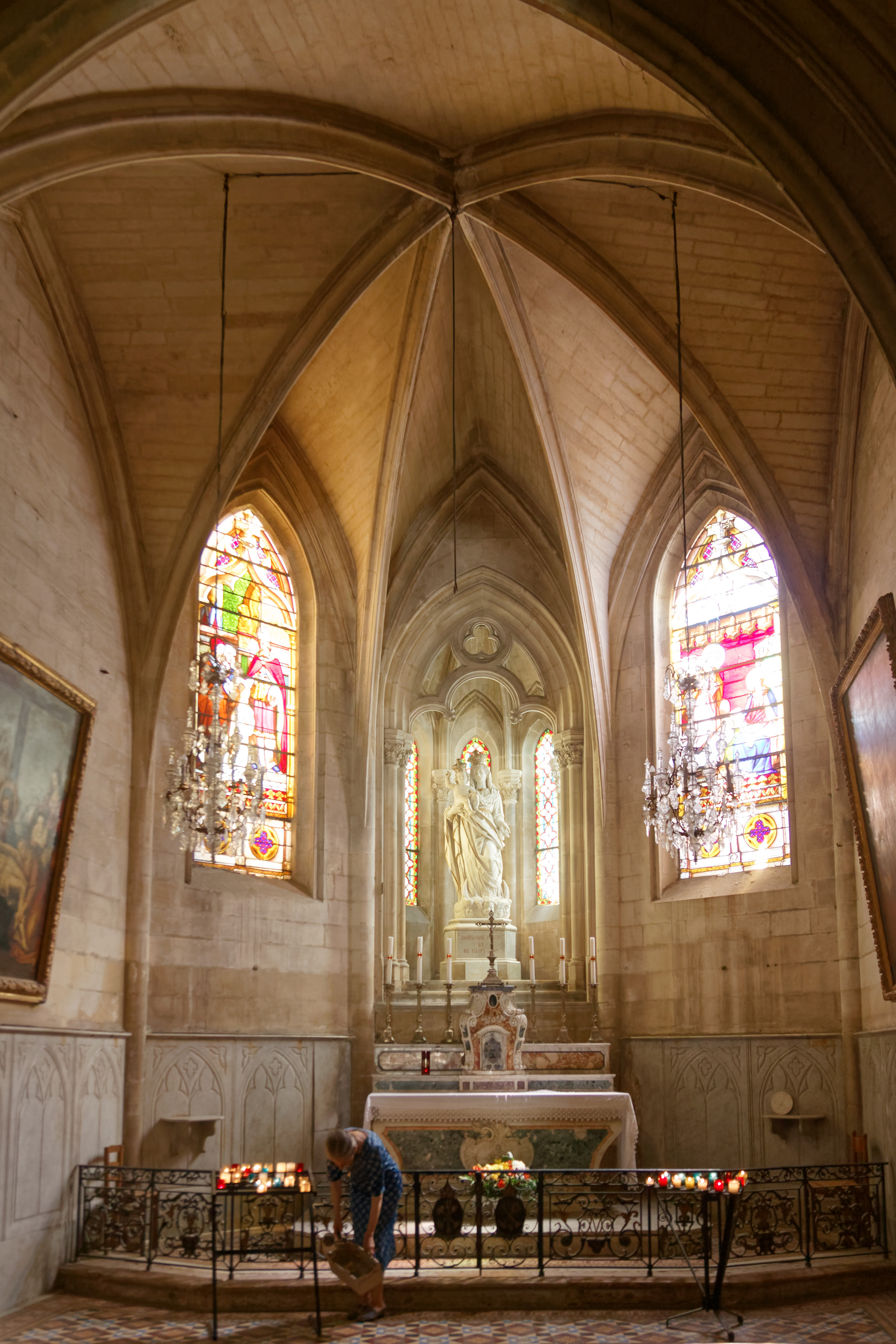
Sakramentskapelle

### Portal

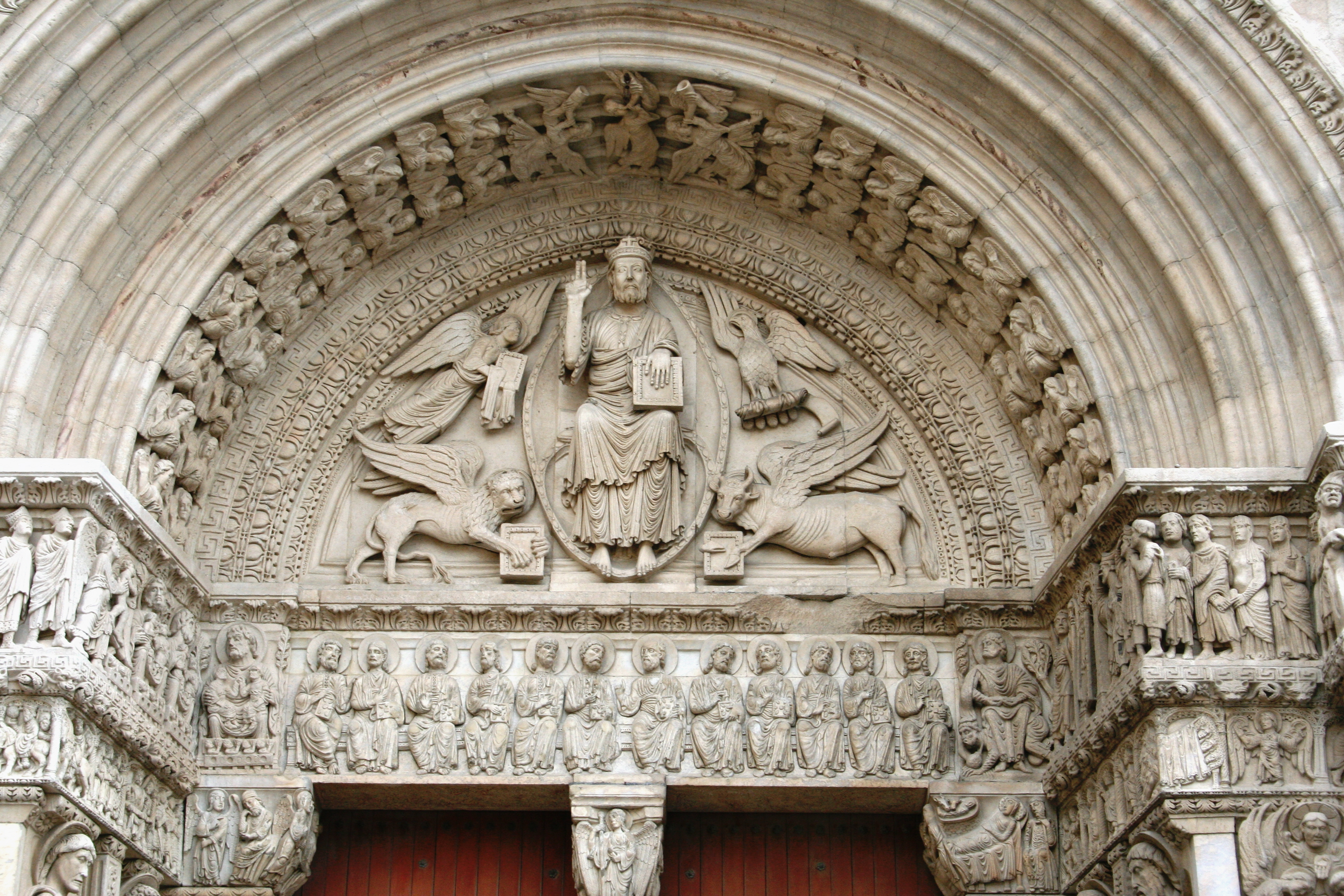
Tympanon des Portals

Das Portal ist nicht wie üblich in die Wand integriert, sondern scheint wie nachträglich an die Wand gesetzt (vorgeblendet). Die Hauptfassade ist, abgesehen von dem vorspringenden Portal, fast unverziert und besitzt eine zweiflügelige Türe, die in der Mitte durch eine Säule geteilt wird. Auf beiden Seiten befinden sich kleine Nebenportale.
Den Mittelpunkt der Darstellungen auf dem Portal bildet das Tympanon, auf dem das Weltgericht nach Johannes (Christus als Weltenrichter) dargestellt ist. In der linken Hand hält Jesus das Buch mit den sieben Siegeln, die rechte erhebt er zum Segen. Umringt wird er von den Symbolen der vier Evangelisten, einem geflügelten Löwen für Markus, einem geflügelten Menschen für Matthäus, einem Adler für Johannes und einem geflügelten Stier für Lukas. In dieser Ansammlung nennt man es Majestas domini. In der sich darüberspannenden Bogenlaibung befinden sich die drei Engel, die die Posaunen des Jüngsten Gerichts blasen, umgeben von einer Schar Himmelswesen.
Der umlaufende Fries oberhalb der Türe zeigt unter dem Tympanon die zwölf Apostel und auf dem linken Fries eine Prozession von Auserwählten auf dem Weg zum Himmel. Auf der Portalinnenseite ist ihre Aufnahme in den Schoß Abrahams, Isaaks und Jakobs dargestellt. Auf dem rechten Fries werden die nackten Verdammten umgeben von Flammen abgeführt, um am Ende von einem Teufel durch ein Tor zu geführt zu werden. Darunter verläuft ein kleiner Fries, der Szenen aus der Kindheit Christi erzählt. Der Fries wird von Säulen und Nischen mit Statuen von Heiligen und Aposteln getragen. Am Fuß der Säulen und Statuen sind einige Szenen des Alten Testamentes wie Samson und Delilah oder Samson und der Löwe eingearbeitet. Die Außenseiten nehmen das Thema des Jüngsten Gerichts auf, links der Erzengel, rechts der Teufel in der Hölle.

### Kreuzgang

Grundriss des Kreuzgangs

Ein schlicht gestalteter Kreuzgang für die Domherren entstand an dieser Stelle bereits im 8. Jahrhundert, ist aber heute nicht mehr vorhanden.
Der heutige Kreuzgang wurde in zwei Etappen erbaut. Während der nördliche und der östliche Gang zwischen 1160 und 1180 im romanischen Stil entstanden, wurden der westliche und der südliche Teil erst im 14.–15. Jahrhundert im gotischen Stil erstellt.
Die Kapitelle des Nordflügels zieren Skulpturen zum österlichen Mysterium und zur Verherrlichung von Heiligen aus Arles (zum Beispiel der Heilige Trophimus zwischen Petrus und Johannes). Die Kapitelle des Ostflügels stellen Stationen im Leben (unter anderem die Passion) Christi dar. Die Kapitelle des Südflügels erzählen das Leben des Heiligen Trophimus. Die Kapitelle des Westflügels haben verschiedene Motive.

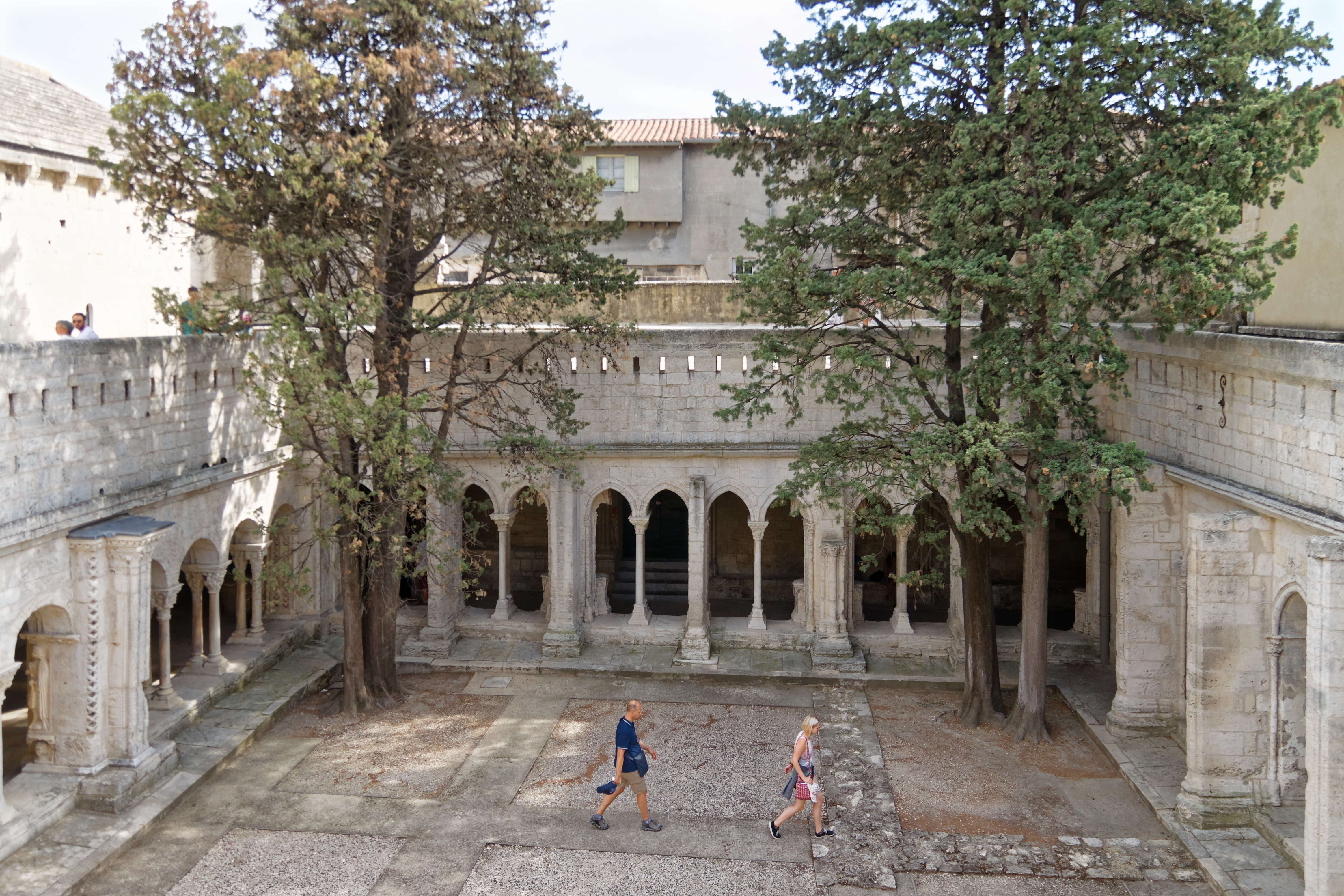
Kreuzgang
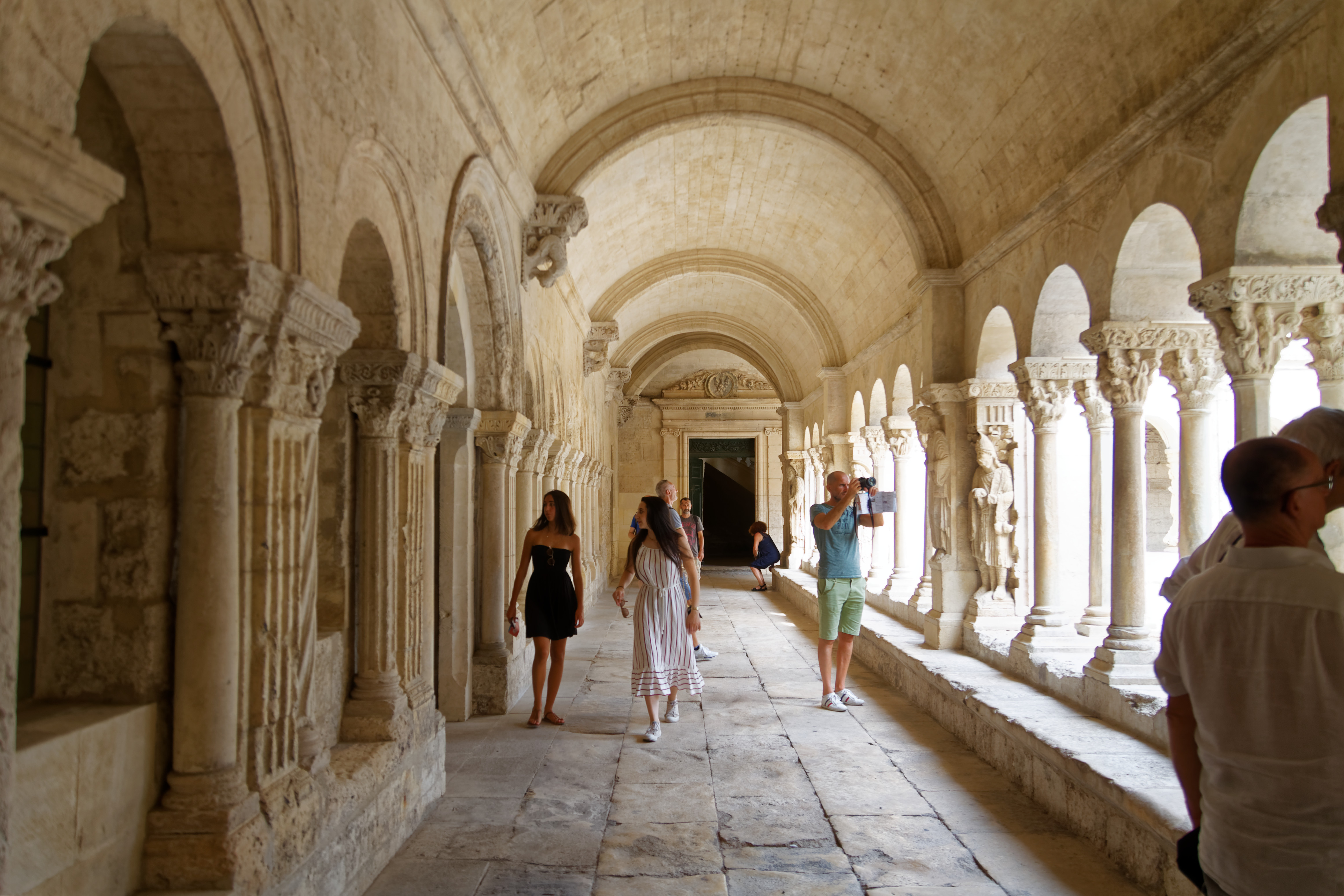
Romanischer Flügel
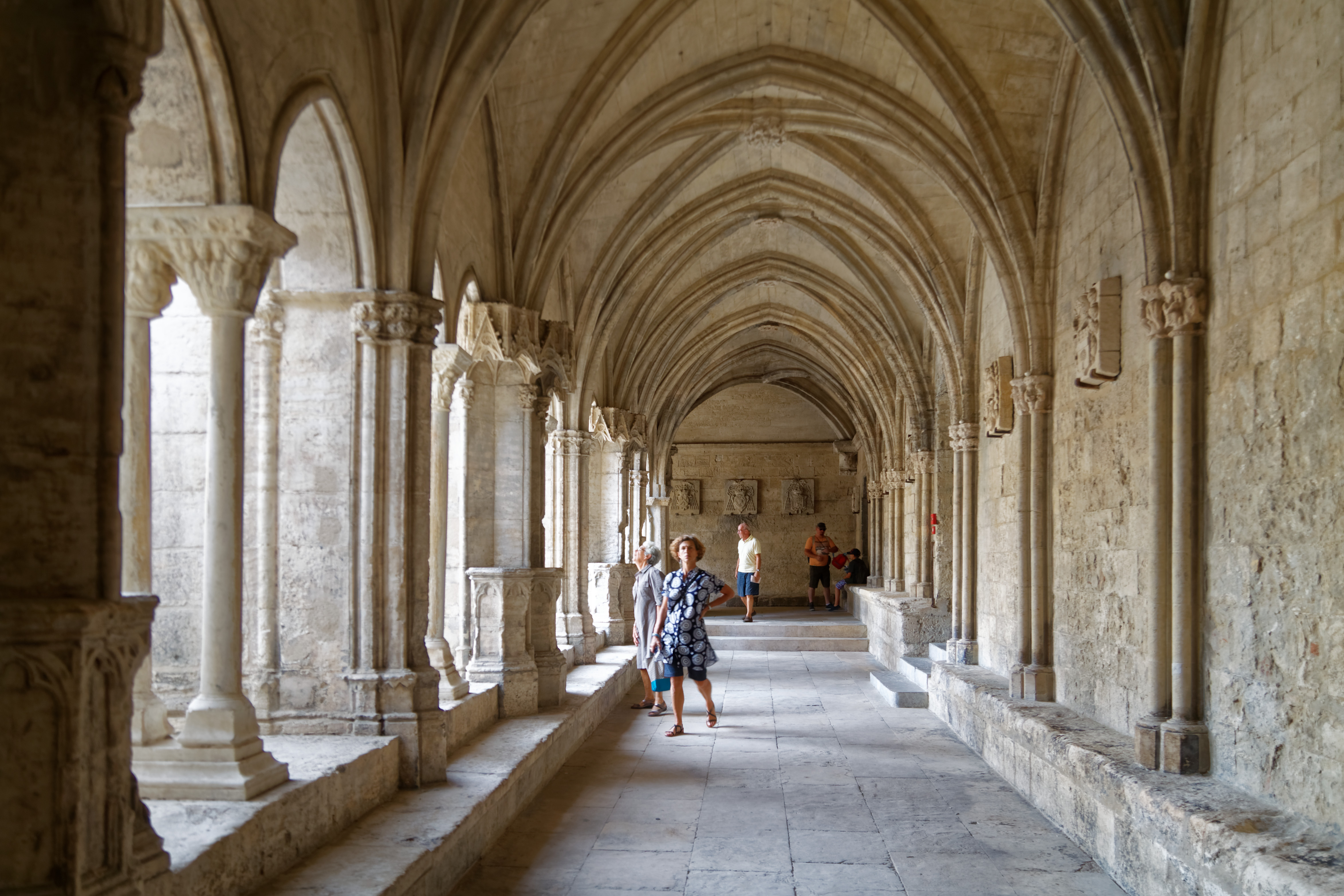
Gotischer Flügel
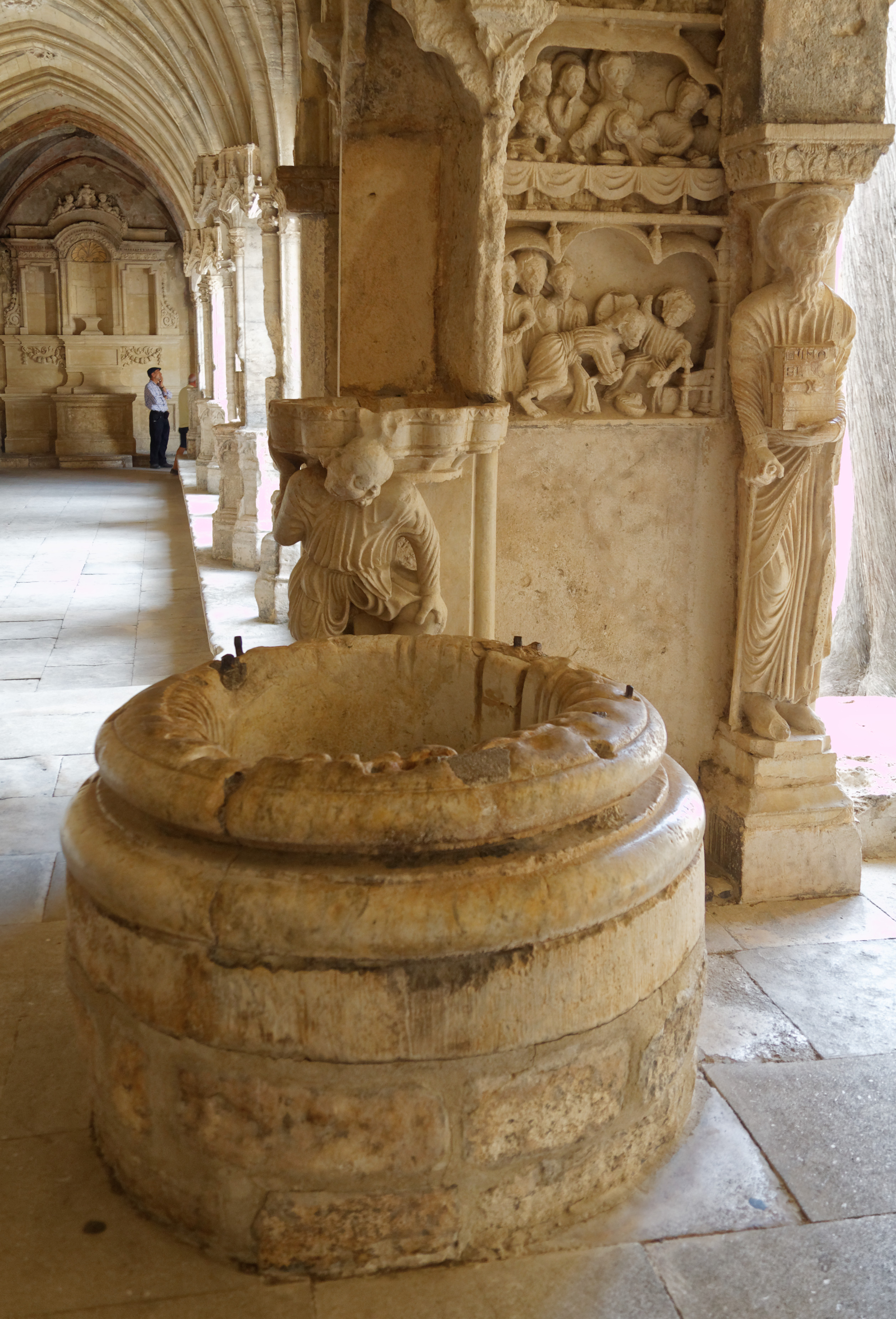
Taufbrunnen

## Orgel
Die Orgel von St. Trophime geht zurück auf ein Instrument, das 1872 von Aristide Cavaillé-Coll mit sieben Registern auf einem Manual erbaut wurde. Die Orgel wurde 1925 von dem Orgelbauer Convers umgestaltet und auf 15 Register auf zwei Manualen und Pedal erweitert. Das Instrument hat mechanische Trakturen mit Barkermaschinen.
| I Grand-Orgue C–g3 |                  |     |   |
| 1.                 | Bourdon          | 16′ |   |
| 2.                 | Bourdon          | 8′  |   |
| 3.                 | Montre           | 8′  | C |
| 4.                 | Flûte harmonique | 8′  |   |
| 5.                 | Salicional       | 8′  |   |
| 6.                 | Prestant         | 4′  | C |

| II Récit expressif C–g3 |                          |       |   |
| 7.                      | Bourdon-Flûte harmonique | 8′    | C |
| 8.                      | Gambe                    | 8′    |   |
| 9.                      | Céleste                  | 8′    | C |
| 10.                     | Flûte octaviante         | 4′    |   |
| 11.                     | Nazard                   | 2 ⁄3′ |   |
| 12.                     | Octavin                  | 2′    | C |
| 13.                     | Cymbale III              |       |   |
| 14.                     | Trompette                | 8′    | C |
| 15.                     | Basson-Hautbois          | 8′    | C |

| Pédale C–f1 |                   |     |
| 16.         | Bourdon (= Nr. 1) | 16′ |
| 17.         | Bourdon (= Nr. 1) | 8′  |

- Koppeln: II/I (auch als Suboktavkoppel), II/II (Superoktavkoppel); I/P, II/P
- Anmerkung

C = Register von Cavaillé-Coll